# 东山街道 (烟台市)
东山街道，是中华人民共和国山東省烟台市芝罘区下辖的一个乡镇级行政单位。

## 行政区划
东山街道下辖以下地区：
海岸路社区、厚安社区、民生社区、进德社区、南沟社区、辛庄社区、东花园社区、航院社区和福山社区。